# Roman Alexandrowitsch Schischkin
Roman Alexandrowitsch Schischkin (russisch Роман Александрович Шишкин; englisch Roman Shishkin; * 27. Januar 1987 in Woronesch, Russische SFSR, UdSSR) ist ein russischer Fußballspieler. Er kann als Außenverteidiger und im defensiven Mittelfeld eingesetzt werden.

## Karriere
Roman Schischkin begann seine Karriere als Jugendspieler bei Fakel Woronesch. Bereits mit 14 Jahren wechselte er zu Spartak Moskau, wo er im Jahr 2004 sein Debüt in der ersten Mannschaft gab. Nachdem jedoch erfahrene Spieler wie Nemanja Vidić und Clemente Rodríguez verpflichtet wurden, sanken seine Chancen auf Einsätze erheblich, weswegen er mit einem Wechsel liebäugelte. Wladimir Fedotow, der damalige Trainer von Spartak, konnte ihn jedoch von einem Weggang abbringen. Im Jahr 2006 konnte er sich schließlich als Stammspieler auf der Position des rechten Außenverteidigers etablieren. Durch seine überzeugenden Leistungen wurde auch Guus Hiddink, der Trainer der russischen Nationalmannschaft, auf ihn aufmerksam, so dass er am 24. März 2007 beim Qualifikationsspiel für die Europameisterschaft 2008 gegen Estland sein bisher einziges Länderspiel absolvierte. Internationale Erfahrung konnte er außerdem in der UEFA Champions League und im UEFA-Pokal sammeln, wo er mit Spartak Moskau jedoch noch keine Erfolge verzeichnen konnte. Am Ende des Jahres 2006 wurde von der UEFA zu den acht vielversprechendsten Fußballspielern im Alter von unter 20 Jahren gezählt.

### Nationalmannschaft
Bei der Fußball-Europameisterschaft 2016 in Frankreich wurde er in das russische Aufgebot aufgenommen. Er war einer von insgesamt sechs Spielern, die im Turnier nicht eingesetzt wurden.

## Erfolge
- Bester Fußballspieler der russischen Premjer Liga unter 20 Jahren: 2006
- Russischer Vize-Meister: 2006, 2007

## Privates
Roman Schischkin ist verheiratet und hat eine Tochter, die im März 2012 zur Welt kam.